# Elecciones presidenciales de Venezuela de 1894
Las elecciones presidenciales de Venezuela de 1894 se llevaron a cabo en febrero de 1894 para elegir al nuevo presidente de Venezuela para el periodo 1894-1898.

## Antecedentes
La Revolución Legalista de 1892 ocasionó la renuncia del presidente Raimundo Andueza Palacio, quien quería perpetuarse en el poder mediante una reforma constitucional. Joaquín Crespo inició un nuevo gobierno de facto como dictador de Venezuela.

## Historia
El 16 de junio de 1893, Crespo pone ejecútese a una nueva Constitución que establecerá en su artículo 63, la votación directa y secreta, además de períodos presidenciales de 4 años en el artículo 71. Dichas elecciones se llevaron a cabo en febrero de 1894 para darle algo de legalidad al gobierno. Solo 17 candidatos se enfrentaron a Crespo en las elecciones que de igual modo resultó en la victoria de Joaquín Crespo para el periodo 1894-1898.